# Нюрнберг (бургграфство)
Бургграфство Нюрнберг — государство, существовавшее в Средние века на территории Священной Римской империи.

## История
Своё начало бургграфство Нюрнберг берёт из замка, который был основан в первой половине XI столетия на скале близ реки Пегниц, королём Генрихом III. С основанием этого укрепленного пункта, король намеревался уменьшить влияние епископства Бамберг на близлежащие территории.

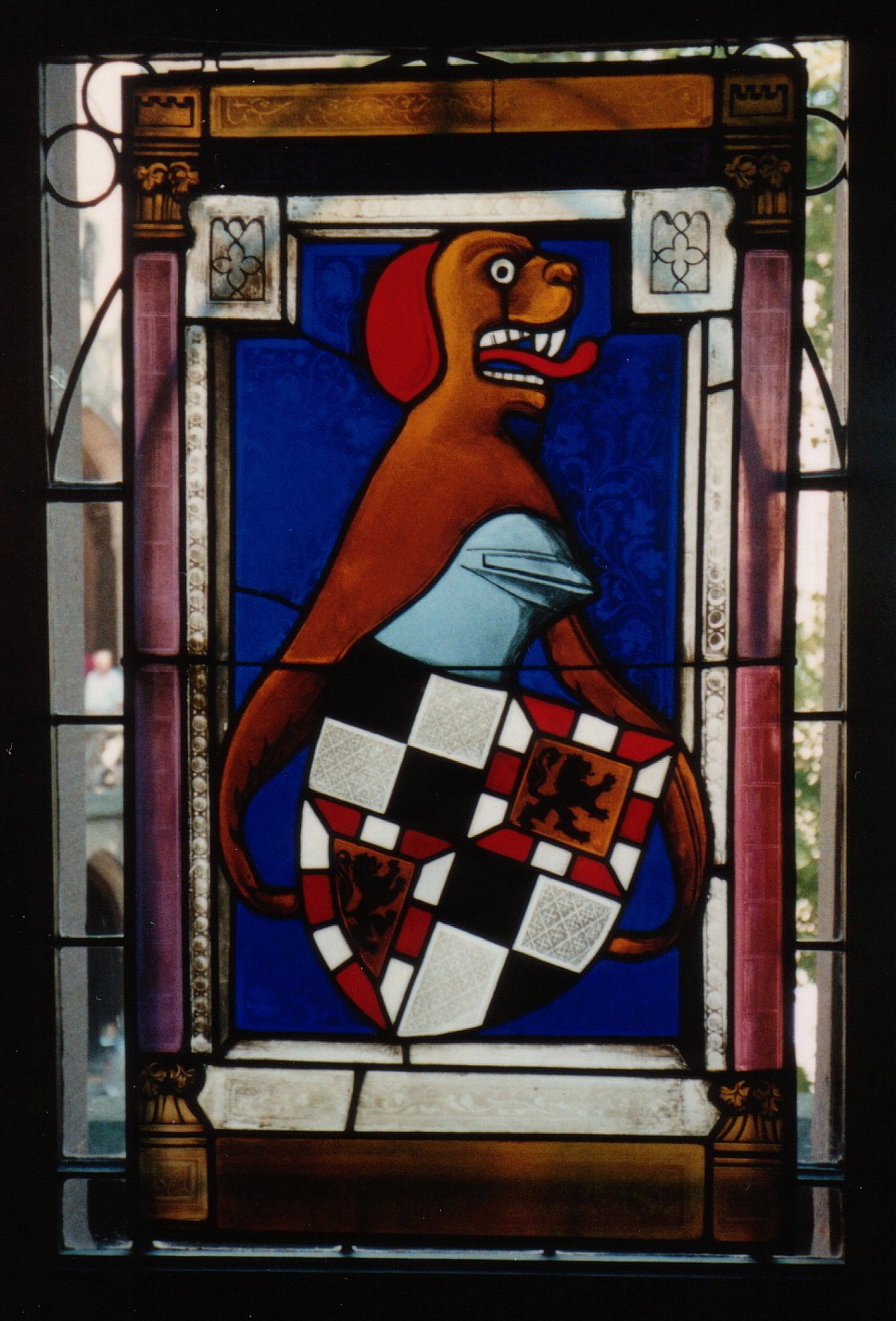
Герб Гогенцоллернов-бургграфов в витраже окна одноимённого замка.

Около 1105 года этот замок и окружающая его территория была отдана в качестве лена графам Раабс, происходящим из нижней Австрии. Через некоторое время принадлежащие им земли стали называть бургграфство Нюрнберг.
В 1190 году умер, не оставив после себя наследника, бургграф Конрад II Раабс и бургграфство Нюрнберг перешло в качестве наследства его зятю Фридриху I из дома Цоллернов (Гогенцоллернов). Предположительно в 1191 король Генрих VI даровал ему титул бургграфа и передал территорию Нюрнберга в качестве лена.
Следует заметить, что город Нюрнберг развивался независимо от господствовавшего над ним замка. Эта независимость усилилась, когда при бургграфе Нюрнберга Конраде I император Фридрих II в 1219 году даровал городу великую хартию вольностей, сделав его тем самым имперским городом. В то время как бургграф обеспечивал военную защиту города и окружающих его территорий, горожане независимо от него занимались делами внутреннего управления.
Этой территорией Гогенцоллерны управляли вплоть до 1427 года, когда Фридрих VI продал все свои права на замок и владения в бургграфстве властям города Нюрнберг. Как свободный имперский город Нюрнберг существовал вплоть до ликвидации Священной Римской империи в 1806 году.

## Список бургграфов

Герб Гогенцоллернов как бургграфов Нюрнберга

Начиная с 1105 и по 1191 год бургграфство Нюрнберг управлялось графами из рода Раабс.
Указанные года в этот период времени довольно условны и не всегда подтверждены достоверными письменными источниками. После Конрада II умершего без наследника мужского пола, бургграфство переходит графам Цоллерн (впоследствии Гогенцоллерн) через женитьбу Фридриха I Цоллерн на дочери Конрада II Софии Раабс.
| Бургграфы из дома Раабс          | с    | до   | даты жизни                     | Примечание                                   |
| -------------------------------- | ---- | ---- | ------------------------------ | -------------------------------------------- |
| Готфрид II фон Рабс              | 1105 | 1137 | ум. ок. 1137                   |                                              |
| Конрад I Раабс                   | 1137 | 1143 | ум. ок. 1143                   |                                              |
| Готфрид III Раабс                | 1143 | 1160 | ум. ок. 1160                   |                                              |
| Конрад II Раабс                  | 1160 | 1191 | род. ок. 1125/30; ум. ок. 1191 | без наследника мужского пола                 |
| Бургграфы из дома Гогенцоллернов | с    | до   | даты жизни                     | Примечание                                   |
| Фридрих I                        | 1192 | 1200 | 1139-1200                      |                                              |
| Фридрих II                       | 1204 | 1218 | 1188-1255                      |                                              |
| Конрад I                         | 1218 | 1261 | ок. 1186 — ок. 1261            |                                              |
| Фридрих III                      | 1261 | 1297 | ок. 1220—1297                  |                                              |
| Иоганн I                         | 1297 | 1300 | ок. 1279—1300                  |                                              |
| Фридрих IV                       | 1300 | 1332 | 1287-1332                      |                                              |
| Иоганн II                        | 1332 | 1357 | 1309-1357                      |                                              |
| Фридрих V                        | 1357 | 1397 | 1333-1398                      |                                              |
| Иоганн III                       | 1397 | 1420 | 1369-1420                      | сын Фридриха V, без наследника мужского пола |
| Фридрих VI                       | 1397 | 1427 | 1371-1440                      | сын Фридриха V                               |